# Rotationstryck

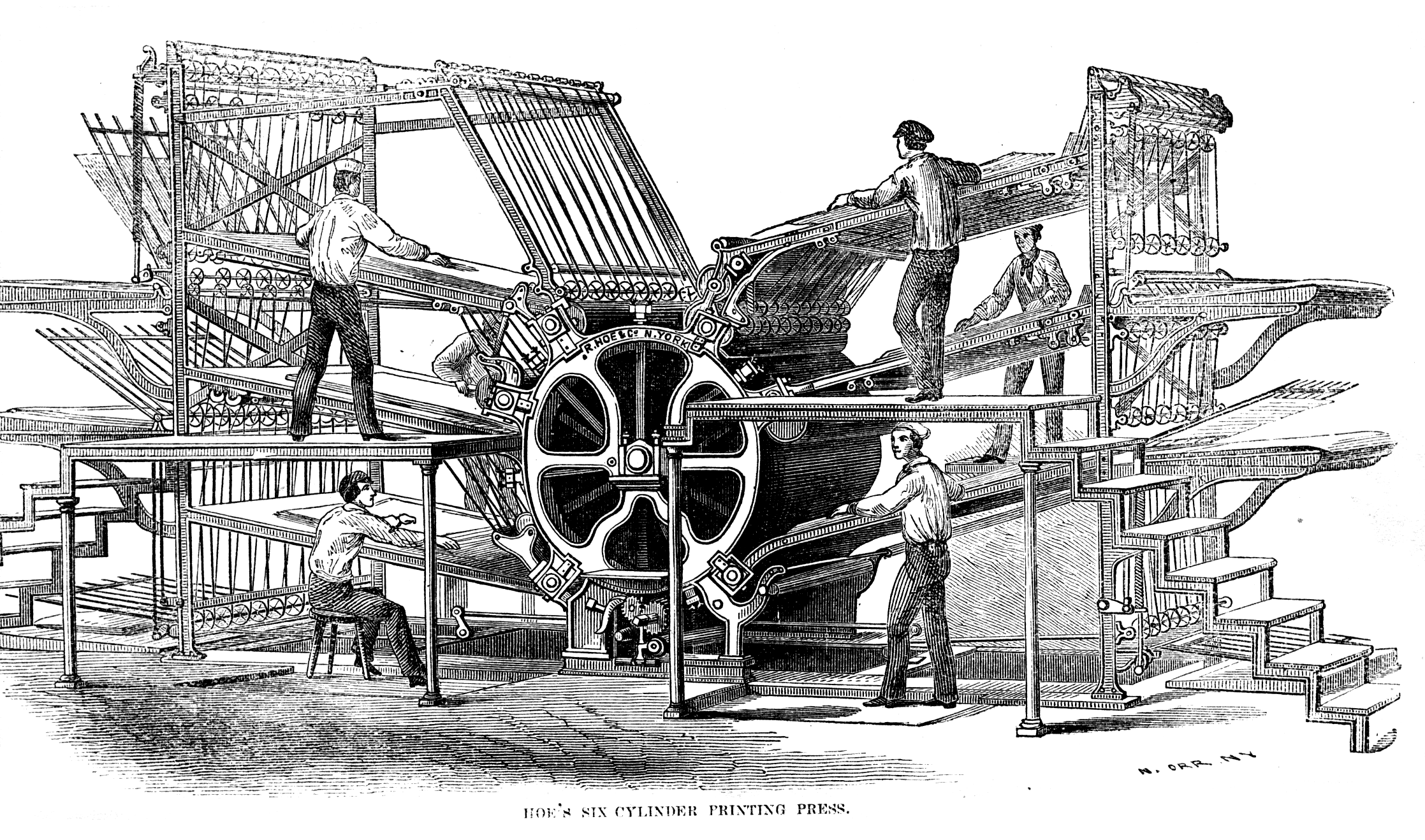
Hoe's sexcylindriska rotationspress från 1860-talet. Tryckplåtarna finns på den stora cylindern i mitten.

Rotationstryck innebär tryckning på papper i form av rulle.
Trycktekniken kan vara till exempel högtryck, djuptryck eller litografiskt offsettryck.
Utskrift kan göras på ett stort antal material som papper, kartong eller plast. Materialet på vilken tryckning ska göras kan vara enskilda ark eller kontinuerligt rullas ut från stor rulle Tekniken utvecklades under 1840-talet och började att användas 1865.